# Kinderhook (New York)
Kinderhook is een dorp en gemeente in de Amerikaanse staat New York. Het is vooral bekend als geboorte- en sterfplaats van Martin Van Buren, de achtste president van de Verenigde Staten.
De Engelse ontdekkingsreiziger Henry Hudson was in 1609 met het VOC-schip de Halve Maen de later naar hem genoemde rivier de Hudson opgevaren, op zoek naar een doorgang richting Azië. Ter hoogte van wat nu Kinderhook is, moest hij keren doordat de rivier te smal werd. Hij noemde het gebied Kinderhoeck, omdat hij er inheemse kinderen had zien spelen. In 1640 trokken de eerste Nederlandse kolonisten het gebied binnen. Tussen de Nederlanders, Britse kolonisten en de indianenstam Mahicanen ontstond later in de 17e eeuw strijd om het gebied. De gemeente Kinderhook ontstond in 1788. 
In het dorp woonden lange tijd niet veel meer dan enkele tientallen bewoners, veelal van Nederlandse komaf. Nog steeds zijn de Nederlandse invloeden merkbaar. Achternamen zoals Van Buren en Vanderpoel zijn veelvoorkomend en bij de lokale souvenirwinkel wordt Delfts Blauw verkocht. Het Luykas Van Alen House is ingericht als 18e-eeuws woonhuis van een boerenfamilie, waarvan de stichter uit Oldenzaal gelegen in de provincie Overijssel geëmigreerd was. Halverwege de 19e eeuw groeide het inwonertal explosief tot ongeveer 1400, waarna het zich tot de dag van vandaag stabiliseerde. De gemeente Kinderhook telt ruim 8000 inwoners en bevat naast Kinderhook de dorpen Niverville, Valatie en Valatie Colony. Het maakt deel uit van Columbia County.

## Trivia
De bijnaam van Martin Van Buren was Old Kinderhook, wat volgens een bekende theorie is afgekort tot O.K. wat weer verbasterd is tot okay en oké.

## Plaatsen in de nabije omgeving
De onderstaande figuur toont nabijgelegen plaatsen in een straal van 12 km rond Kinderhook.

## Geboren
- Martin Van Buren (1782-1862), 8e president van de Verenigde Staten (1837-1841), gouverneur van New York (1829), minister, ambassadeur en senator
- Hannah Van Buren (1783-1819), geboren als Hannah Hoes en echtgenote van Martin Van Buren